# Wang Xiangsui
Wang Xiangsui (chinesisch 王湘穗; geb. 1954 in Guangzhou) ist ein chinesischer Militärangehöriger und Forscher zu militärischen und strategischen Fragen. Er ist pensionierter Offizier der chinesischen Luftwaffe und lehrt als Professor an der Pekinger Universität für Luft- und Raumfahrt. Zusammen mit dem Generalmajor Qiao Liang ist er Verfasser des Werkes Chaoxian zhan (超限战, etwa: Schrankenloser Krieg bzw. Unbegrenzte Kriegführung), das im Englischen unter dem Titel Unrestricted Warfare erschien.

## Biographie
Wang Xiangshui wurde 1954 in Guangzhou als Sohn einer Militärfamilie geboren. Ende 1970 trat er in die Armee ein. Er diente als Ausbilder, politischer Kommissar einer Brigade, stellvertretender Direktor, politischer Kommissar eines Regiments und stellvertretender politischer Kommissar einer Division. Er ist ein pensionierter Großoberst (大校) der Luftwaffe. Derzeit ist er Professor an der Pekinger Universität für Luft- und Raumfahrt, Direktor des Zentrums für strategische Studien (Zhanlüe wenti yanjiu zhongxin 战略问题研究中心) und Stellvertretender Generalsekretär und Direktor der Abteilung Akademische Forschung.des  Nationalen Komitees für Sicherheitspolitik (Guojia anquan zhengce weiyuanhui 国家安全政策委员会) der Chinesischen Gesellschaft für Politikwissenschaftliche Forschung / China Association of Policy Science，CAPS (Zhongguo zhengce kexue yanjiuhui 中国政策科学研究会).

## Publikationen
- (mit Qiao Liang 乔良): Chaoxian zhan 超限战. Beijing: PLA Literature and Arts Publishing House[3] 1999
  - englische Ausgaben unter dem Titel: Unrestricted Warfare. China's Master Plan to Destroy America
- Junguan suzhi lun 军官素质论 A Discussion of Military Officer Quality
- Shijie junshi lieqiang bolan 世界军事列强博览 Viewing the Global Military Powers
- Shijie lici dazhan lu 世界历次大战录 A Record of Previous Major Global Wars